# Thomas Bernhard
Nicolaas Thomas Bernhard (Heerlen, 9 de febrero de 1931 - Gmunden, 12 de febrero de 1989) fue un novelista, dramaturgo y poeta austriaco.

## Biografía
Thomas Bernhard nació en Heerlen (Países Bajos), el 9 o el 10 de febrero (no se sabe con certeza) de 1931 como hijo ilegítimo o natural de Herta Bernhard (1904-1950) y el carpintero Alois Zuckerstätter (1905-1940); quedó marcado por una infancia de grandes carencias económicas, afectivas y problemas de salud (fue un enfermo crónico durante casi toda su vida). Murió el 12 de febrero de 1989, en Austria, dejando tras de sí una obra considerable que incluye 19 novelas, 17 obras teatrales y otros tantos libros breves o autobiográficos. En su calidad de testigo de la historia reciente y de su país, Austria, al que le unía una relación de amor-odio amarga y descarnada, su saga autobiográfica —Die Ursache (El origen), Der Keller (El sótano), Der Atem (El aliento), Die Kälte (El frío) y Ein Kind (Un niño)— aproxima a la realidad del ser humano doliente y hermético que analiza sin piedad el mundo que le ha tocado vivir. Ello lo convierte en un autor intenso, insoslayable, que hay que leer minuciosamente.
Bernhard pasó gran parte de su infancia con sus abuelos maternos en Viena y Seekirchen, Salzburgo. El matrimonio de su madre (1936) con Emil Fabjan lo llevó a Traunstein, Alta Baviera. Tuvo un hermano que fue médico y le suministró material para su novela Verstörung (Trastorno) y su pieza teatral Der Ignorant und der Wahnsinnige (El ignorante y el demente). 
El abuelo de Bernhard, el autor Johannes Freumbichler, fue fundamental en la formación del joven: lo encaminó hacia una educación artística, incluyendo una enseñanza musical que le marcó profundamente. Bernhard fue a la escuela elemental en Seekirchen y más tarde asistió al internado Nacional Socialista (1942-1945) / Católico (después de 1945) Johanneum, que abandonó asqueado en 1947 para trabajar de aprendiz con un comerciante.
Debido a una intratable enfermedad pulmonar, Bernhard estuvo recluido desde 1949 a 1951 en el sanatorio Grafenhof. Esa experiencia lo reconcilió con la vida:
Quería vivir, y todo lo demás no significaba nada. Vivir y vivir mi vida, como quisiera y tanto tiempo como quisiera. Entre dos caminos posibles, me había decidido esa noche, en el instante decisivo, por el camino de la vida. Si hubiera cedido un solo instante en esa voluntad mía, no hubiera vivido ni una hora. De mí dependía seguir respirando o no. El camino de la muerte hubiera sido fácil. El camino de la vida tiene igualmente la ventaja de la libre determinación. No lo perdí todo, seguí teniéndolo todo. (El Aliento, 1978)
Se preparó como músico y actor en el Mozarteum de Salzburgo (1955-1957). Después de eso comenzó su carrera como escritor. En 1970 recibió el Premio Georg Büchner de la Academia Alemana de Lengua y Literatura; en 1988 recibió también el Médicis. Al año siguiente, en 1989, falleció de paro cardíaco en su piso de Gmunden, Alta Austria, al cual se había trasladado en 1965. Su casa de Ohlsdorf es actualmente un museo, donde es curioso observar la presencia de cientos de pares de zapatos italianos de Bernhard, único rasgo de dandismo que se permitió. En su última voluntad, Bernhard prohibió cualquier nueva puesta en escena de sus obras y la publicación de su obra inédita en Austria: siempre fue un antinacionalista furibundo, y entre todos detestó especialmente el nacionalismo austriaco. Su muerte fue anunciada solo después del funeral. Está enterrado en el cementerio de Grinzing, en Viena.

## Literatura
De su obra narrativa, en la que los narradores suelen ser laterales, segundas y terceras personas siempre observadoras distantes de los protagonistas, cabe destacar Frost (Helada, 1964); Trastorno (1967), donde un médico y su hijo visitan a los enfermos de los pueblos de un valle descubriendo en sus enfermedades no solo las físicas, sino también las morales y sociales; Das Kalkwerk (La calera, 1970), en la que un marido obsesionado por el estudio del oído humano asesina a su esposa paralítica con la que vive aislado en un caserón perdido; Korrektur (Corrección, 1975) probablemente la más celebrada, que indaga sobre los motivos del suicidio de un arquitecto atacado por un incurable perfeccionismo y autor de una estructura en forma de cono aislada en la mitad de un bosque; Der Untergeher (El malogrado, 1983), centrada en el fracaso de un estudiante de piano en contacto con un genio, todo un estudio sobre las limitaciones humanas, y Alte Meister (Maestros antiguos, 1985). 
Ha escrito también una autobiografía (citada más arriba) con elementos ficticios, considerada por algunos como su obra más intensa e importante, constituida por cinco tomos. Sus obras de teatro más conocidas son El ignorante y el demente (1972), donde se atormentan un pedante médico que agrede con la descripción pormenorizada de una autopsia clínica, un alcohólico que ha fabricado una soprano de coloratura a costa de sacrificar todo lo demás y su consagrada diva, víctima de haber representado doscientas veces seguidas el papel de la Reina de la Noche en La flauta mágica de Mozart; otras son Die Jagdgesellschaft (La partida de caza, 1974), Die Macht der Gewohnheit (La fuerza de la costumbre, 1974) y Der Weltverbesserer (El reformador del mundo, 1979). En todas explora el tema del absurdo en la vida y los sentimientos humanos. En el teatro son característicos sus irónicos monólogos que han terminado por crear un estilo que se conoce con el nombre de Teatro de la Nueva Subjetividad (Theater der neuen Subjektivität), al que también pertenece Peter Handke. Posee una gran teatralidad y un idioma propio. 
Bernhard, además de pesimista ("Lo que pensamos ha sido ya pensado, lo que sentimos es caótico, lo que somos es oscuro") y un moralista asqueado por el fango ético de Austria y por extensión del mundo, es también un gran humorista, algo que en su primera narrativa no era fácil detectar; el teatro de Bernhard, en cambio, muestra desde el primer momento su vena satírica, su humor negro, que surge casi de la colisión entre lo profundo y lo trivial. Es una suerte de esperpento centroeuropeo que recoge el expresionismo alemán de entreguerras y, pasando por el nihilismo existencialista de Beckett y las muecas del absurdo de Ionesco, regresa a la elocuencia de una palabra concebida, a la vez para hacerse cuerpo y música en un escenario.
El estilo de Bernhard abunda en frases reiterativas y encadenadas, se detiene en el detalle con minuciosidad obsesiva, avanza un paso y retrocede para volver sobre lo mismo, y abomina de los puntos y aparte. Su temática se muestra dolorosamente crítica con lo deleznable que el ser humano puede llegar a ser, sobre todo cuando actúa de manera gregaria. Sus temas recurrentes son el trabajo intelectual como un absurdo que acaba por conducir a la locura, la ignorancia como origen de la maldad y la violencia del hombre; la soledad del ser humano y su imposibilidad de comunicarse con quienes le rodean; la obsesión que deriva en locura, la tenacidad que aboca al hombre al desastre y la incapacidad humana para sustraerse a sus propias obcecaciones y limitaciones. 
Miguel Sáenz ha traducido casi la totalidad de su obra al español, a excepción de: una versión de Ritter, Dene, Voss, que fue publicada bajo el título de Almuerzo en la casa de Ludwig W. (Adriana Hidalgo, Buenos Aires, 1999) y Los comebarato, traducida por Carlos Fortea (Cátedra, Madrid, 2012).

## Obra

### Novela
- Helada (Frost, 1963), trad. Miguel Sáenz (Madrid: Alianza, 1985)
- Trastorno (Verstörung, 1967), trad. Miguel Sáenz (Madrid: Alfaguara, 1979)
- La calera (Das Kalkwerk, 1970), trad. Miguel Sáenz (Madrid: Alianza, 1984)
- Corrección (Korrektur, 1975), trad. Miguel Sáenz (Madrid: Alianza, 1983)
- Sí (Ja, 1978), trad. Miguel Sáenz (Barcelona: Anagrama, 1985)
- Los comebarato (Die Billigesser, 1980), trad. Carlos Fortea (Madrid: Cátedra, 1986)
- El sobrino de Wittgenstein (Wittgensteins Neffe, 1982), trad. Miguel Sáenz (Barcelona: Anagrama, 1988)
- Hormigón (Beton, 1982), trad. Miguel Sáenz (Madrid: Alfaguara, 1989)
- El malogrado (Der Untergeher, 1983), trad. Miguel Sáenz (Madrid: Alfaguara, 1985)
- Tala (Holzfällen: Eine Erregung, 1984), trad. Miguel Sáenz (Madrid: Alianza, 1988)
- Maestros antiguos (Alte Meister, 1985), trad. Miguel Sáenz (Madrid: Alianza, 1985)
- Extinción (Auslöschung, 1986), trad. Miguel Sáenz (Madrid: Alfaguara, 1992)
- En las alturas (In der Höhe, escrita en 1959, publicada en 1989), trad. Miguel Sáenz (Barcelona: Anagrama, 1992)

### Cuentos
- Amras (1964), trad. Miguel Sáenz (Madrid: Alianza, 1987)
- Ungenach (1968), trad. Miguel Sáenz (Madrid: Alianza, 2009)
- Acontecimientos y relatos (Ereignisse, 1969), trad. Miguel Sáenz (Madrid: Alianza, 1997)
- El italiano (Der Italiener, 1971), trad. Miguel Sáenz (Madrid: Alianza, 2001)
- El imitador de voces (Der Stimmenimitator, 1978), trad. Miguel Sáenz (Madrid: Alfaguara, 1984)
- Relatos trad. Miguel Sáenz (Madrid: Alianza, 1993)
- El carpintero y otros relatos,  trad. Miguel Sáenz (Madrid: Alianza, 1993)
- Goethe se muere (Goethe schtirbt, 2010; obra póstuma), trad. Miguel Sáenz (Madrid: Alianza, 2012)

### Poesía
- Así en la tierra como en el infierno  (Auf der Erde und in der Hölle, 1957), trad. Miguel Sáenz (Segovia: La Uña Rota, 2010)
- In hora mortis/Bajo el hierro de la luna (recopila In hora mortis y Unter dem Eisen des Mondes, 1958) trad. Miguel Sáenz (Barcelona: DVD ediciones, 1998)
- Die Rosen der Einöde (1959)
- Ave Virgilio (Ave Virgil, 1981), trad. Miguel Sáenz (Barcelona: Península-Edicions 62, 1988)

### Memorias
- El origen (Die Ursache, 1975), trad. Miguel Sáenz (Barcelona: Anagrama, 1984)
- El sótano (Der Keller, 1976), trad. Miguel Sáenz (Barcelona: Anagrama, 1984)
- El aliento (Der Atem, 1978), trad. Miguel Sáenz (Barcelona: Anagrama, 1985)
- El frío (Die Kälte, 1981), trad. Miguel Sáenz (Barcelona: Anagrama, 1985)
- Un niño (Ein Kind, 1982), trad. Miguel Sáenz (Barcelona: Anagrama, 1987)

### Obras de teatro estrenadas
- Ein Fest für Boris (1970), dir. Claus Peymann, Deutsches Schauspielhaus, Hamburgo
- Der Ignorant und der Wahnsinnige (1972), dir. Peymann, Festival de Salzburgo
- Die Jagdgesellschaft (1974), dir. Peymann, Burgtheater, Viena
- Die Macht der Gewohnheit (1975), dir. Dieter Dorn, Festival de Salzburgo
- Der Präsident (1975), dir. Ernst Wendt, Akademietheater, Viena
- Die Berühmten (1976), dir. Peter Lotschatz, Burgtheater, Viena
- Minetti (1976),  dir. Peymann, Staatstheater, Stuttgart
- Immanuel Kant (1978), dir. Peymann, Staatstheater, Stuttgart
- Vor dem Ruhestand (1979), dir. Peymann, Staatstheater, Stuttgart (Ante la jubilación)
- Der Weltverbesserer (1980), dir. Peymann, Schauspielhaus, Bochum
- Am Ziel (1981), dir. Peymann, Schauspielhaus, Bochum
- Über allen Gipfeln ist Ruh (1982), dir. Alfred Kirchner, Schauspielhaus, Bochum
- Der Schein trügt (1984), dir. Peymann, Schauspielhaus, Bochum
- Der Theatermacher (1985), dir. Peymann, Festival de Salzburgo
- Ritter, Dene, Voss (1986), dir.Peymann, Burgtheater, Viena
- Einfach kompliziert (1986), dir. Klaus André, Schillertheater, Berlín
- Heldenplatz (1988), dir. Peymann, Burgtheater, Viena
- Elizabeth II (1989), dir. Niels-Peter Rudolph, Schillertheater, Berlín

### Traducciones de teatro al español
- Teatro: El ignorante y el demente; La partida de caza; La fuerza de la costumbre, trad. Miguel Sáenz, Alfaguara, Madrid 1987
- Teatro: Una fiesta para Boris; En la meta; El teatrero, trad. Miguel Sáenz, Hiru, Fuenterrabía 1998
- Plaza de los Héroes, trad. Miguel Sáenz, Hiru, Fuenterrabía 1998. También publicada bajo su título original: Heldenplatz, El cuenco de Plata, Buenos Aires, 2016.
- Teatro: Ante la jubilación; Minetti; Ritter, Dene, Voss, trad. Miguel Sáenz, Hiru, Fuenterrabía 2000
- Teatro: El reformador del mundo; Las apariencias engañan; Simplemente complicado, trad. Miguel Sáenz, Hiru, Fuenterrabía 2001
- Teatro: El Presidente; Los famosos; La paz reina en las cumbres, trad. Miguel Sáenz, Hiru, Fuenterrabía 2005

## Premios
- 1963 Julius-Campe-Stipendium, beca asignada también a Gisela Elsner e Hubert Fichte;
- 1965 Literaturpreis der Freien Hansestadt Bremen por Frost;
- 1967 Literarische Ehrengabe des Kulturkreises im Bundesverband der deutschen Industrie
- 1968 Premio Nacional Austriaco de Literatura (Österreichischer Staatspreis für Literatur)
- 1968 Premio Anton Wildgans (Anton-Wildgans-Preis)
- 1970 Premio Georg Büchner (Georg-Büchner-Preis)
- 1972 Premio Franz Theodor Csokor (Franz-Theodor-Csokor-Preis)
- 1972 Premio Grillparzer (Grillparzer-Preis)
- 1972 Premio Adolf Grimme (Adolf-Grimme-Preis)
- 1974 Hannoverscher Dramatikerpreis
- 1974 Premio Séguier (Prix Séguier)
- 1976 Premio Literario de la Cámara de Comercio Austriaca (Literaturpreis der Österreichischen Bundeswirtschaftskammer)
- 1983 Premio Literario Internacional Mondello
- 1988 Premio Médicis (Prix Médicis) por Alte Meister.
- 1988 Premio Antonio Feltrinelli (Antonio-Feltrinelli-Preis). Rechazado.